# Nemotelus carthaginis
Nemotelus carthaginis är en tvåvingeart som beskrevs av Becker 1906. Nemotelus carthaginis ingår i släktet Nemotelus och familjen vapenflugor.
Artens utbredningsområde är Tunisien. Inga underarter finns listade i Catalogue of Life.